# 西大街道
西大街道，是中华人民共和国河南省许昌市魏都区下辖的一个乡镇级行政单位。

## 行政区划
西大街道下辖以下地区：
金地社区、豫园社区、榆柳社区、德科苑社区、魏武社区和府后社区。